# Lo Vièlh Lunèl
Lunèl Vièlh (en francès Lunel-Viel) és un municipi occità del Llenguadoc, situat al departament de l'Erau, a la regió d'Occitània.